# António André
António dos Santos Ferreira André, mais conhecido como António André (24 de dezembro de 1957, Vila do Conde), é um ex–futebolista português que atuava como médio.

## Carreira
António André fez parte do elenco da Seleção Portuguesa de Futebol, na Copa do Mundo de  1986.

## Títulos
- Taça de Portugal: 1987–88, 1990–91, 1993–94[1]
- Primeira Divisão: 1984–85, 1985–86, 1987–88, 1989–90, 1991–92, 1992–93, 1994–95[1]
- Supertaça Cândido de Oliveira: 1984, 1986, 1990, 1991, 1993, 1994[1]
- Taça dos Campeões Europeus: 1986–87[1]
- Supertaça Europeia: 1987[1]
- Taça Intercontinental: 1987[1]